# Pole golfowe

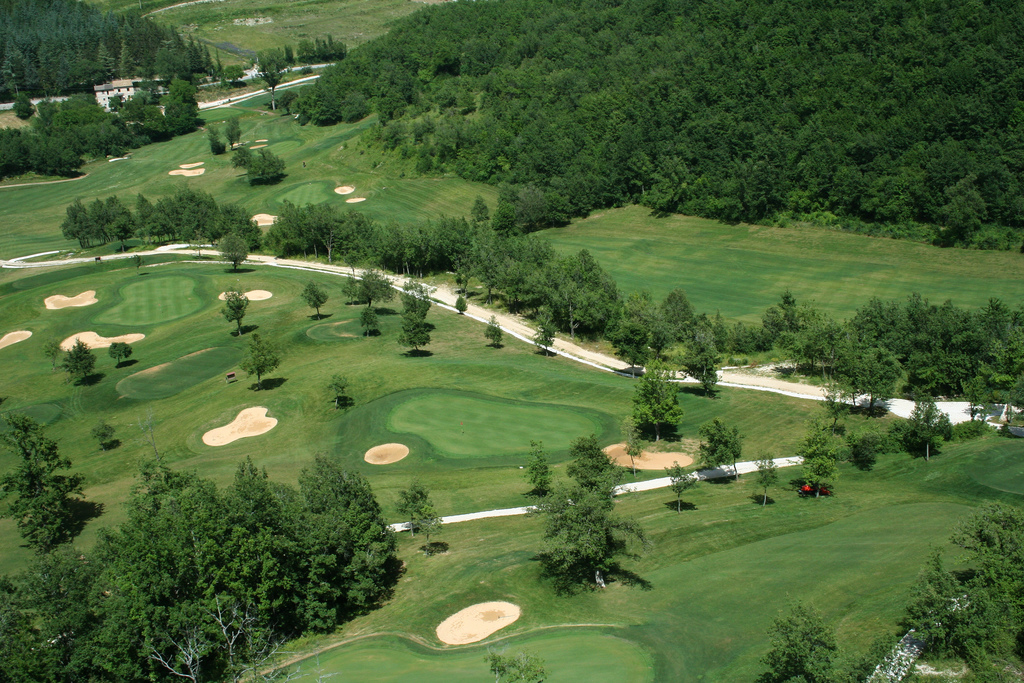
Pole golfowe we Włoszech

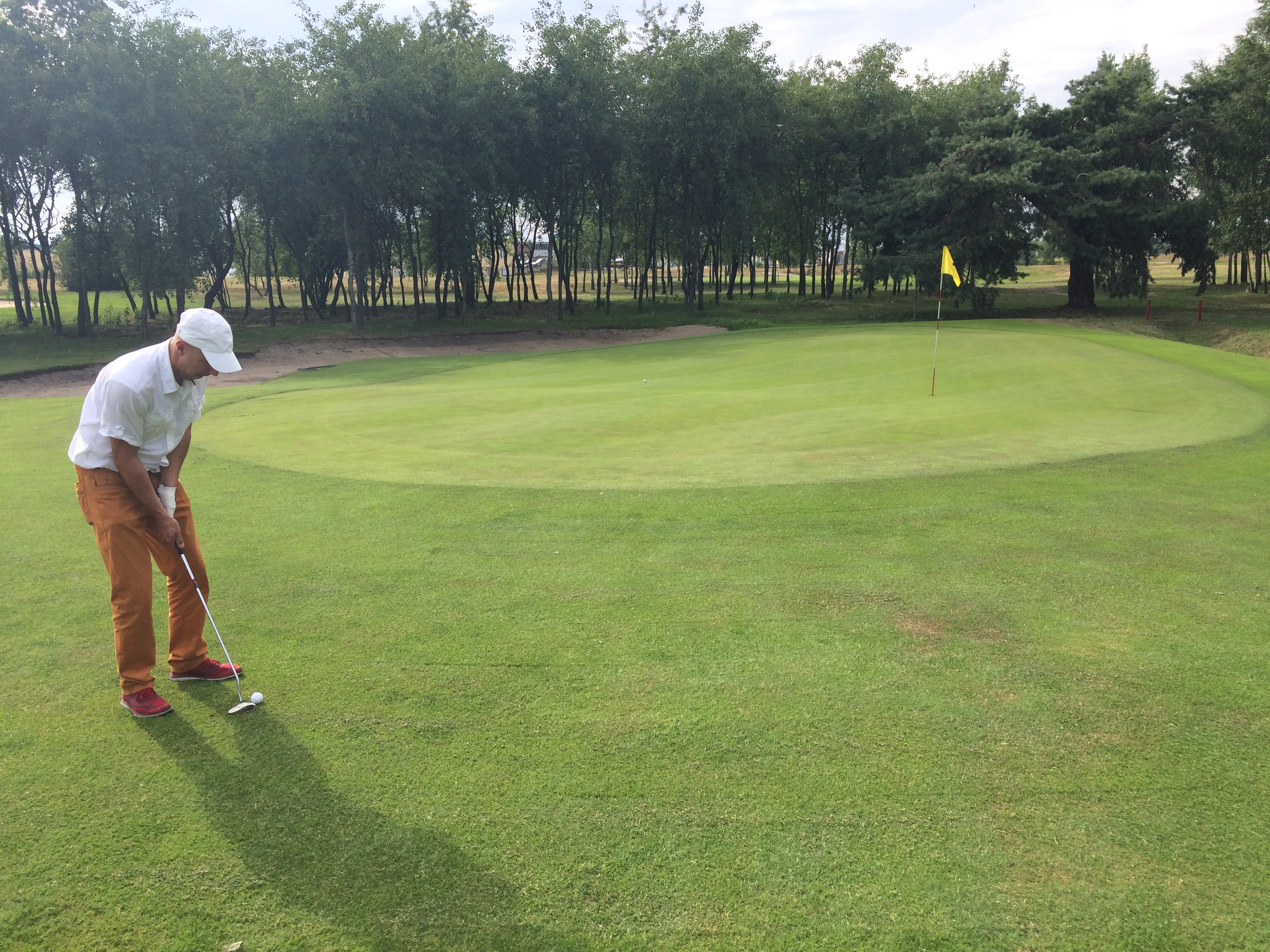
Fragment pola golfowego w Toruniu

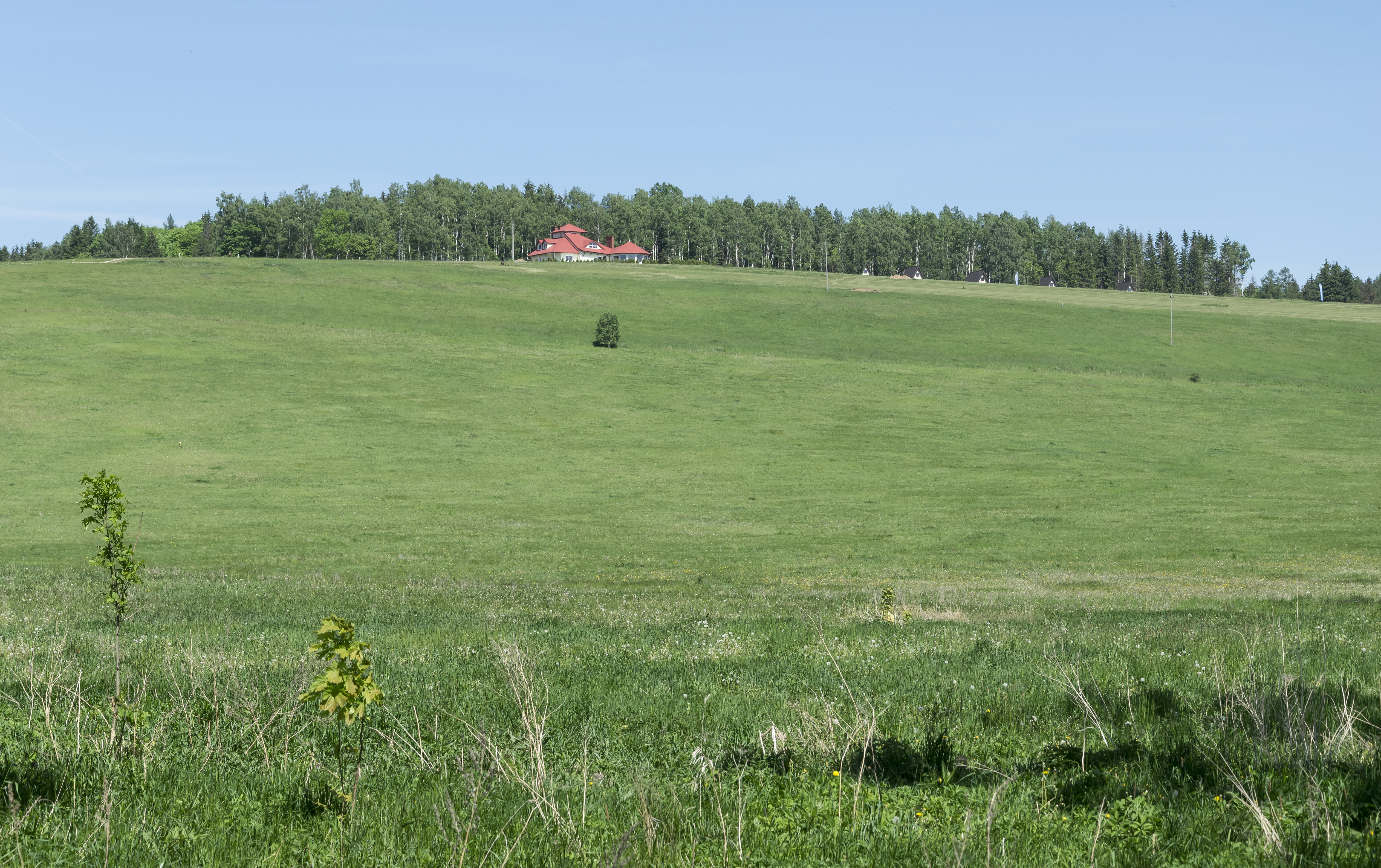
Chopin Golf Szczytna w Szczytnej

Pole golfowe – obszar o powierzchni od kilkunastu do kilkudziesięciu hektarów, porośnięty przystrzyżoną trawą o różnej wysokości, służący do gry w golfa wedle obowiązujących w niej zasad. Znajduje się na nim 9 (pole małe) lub 18 (pole pełnowymiarowe) kolejno ponumerowanych i odpowiednio rozmieszczonych dołków. Każdy dołek ma określoną liczbę wymaganych uderzeń (tzw. PAR), które wynosi (w zależności od długości dołka) 3, 4 lub 5. Liczbę PAR poszczególnych dołków sumuje się w PAR danego pola. Każdy z dołków ma przydzielony tzw. Stroke Index (zakres od 1 do 18), czyli liczbę określającą różnicę w trudności rozgrywania pomiędzy graczem scratch a graczem bogey.
Standardowe pole golfowe składa się z kilku różnych części służących do gry, charakteryzujących się innym poziomem przystrzyżenia trawy: 
- rough - obszar "dzikiej trawy" poza obszarem gry,
- semi-rough - obszar trawy średniej długości, zwanej po prostu "uregulowanym roughem " w postaci wąskich pasów wzdłuż fairwaya",
- fairway - trawa mająca zwykle od 0,5 do 2 cm długości, będąca głównym torem gry.
- fringe - trawa o połowie długości trawy fairway a dłuższa od green, zwykle pierścień szer. ca 2' wokół greenu.
- green - obszar charakteryzujący się bardzo krótko przystrzyżoną trawą (mniej niż 5 mm), na którym znajduje się flaga i dołek.
- tee - obszar startowy na początku każdego dołka.

Wokół pola golfowego i na jego terenie, biegną zazwyczaj dróżki dla wózków golfowych i pojazdów typu melex, którymi poruszają się golfiści i obsługa pola. Obszar gry urozmaicany bywa różnego rodzaju przeszkodami dla grających, do których należą: 
- sand bunkers - przeszkody z piaskiem,
- water hazards - przeszkody wodne.

Samo pole, jak i przeszkody, ograniczone są kolorowymi, drewnianymi palikami: wodne - czerwonymi i żółtymi, granice pola - białymi. Ponadto na polu golfowym znajdują się tablice zawierające informacje na temat danego dołka, myjki do piłek, kosze na śmieci, ławeczki oraz bannery reklamowe rozmieszczone zazwyczaj wokół obszaru tee.